# Казарес, Мария
Мари́я Казаре́с (фр. Maria Casarès; полное имя — Мари́я Викто́рия Каса́рес Пе́рес (исп. María Victoria Casares Pérez); 21 ноября 1922, Ла-Корунья — 22 ноября 1996, Ла-Вернь) — французская актриса театра и кино испанского (галисийского) происхождения.

## Биография
Мария Виктория Касарес Перес родилась в Ла-Корунья — приморском городе на северо-западе Испании, в Галисии. Её отец — Сантьяго Касарес Кирога был министром внутренних дел при Второй Республике. В связи с политической карьерой отца семья переехала в Мадрид, где Мария училась в el Instituto Escuela. В 1936 году, когда разразилась Гражданская война в Испании, семья оказалась вынуждена покинуть страну и поселиться во Франции.
Во Франции Мария Казарес пережила немецкую оккупацию. В это же время училась в парижской Консерватории драматического искусства и, окончив её, в 1942 году поступила в театр «Матюрен» (Théatre des Maturins). За успешным дебютом в пьесе Джона Синга «Deirdre des Douleurs» последовало предложение сыграть главную роль в пьесе Альбера Камю «Недоразумение». Сотрудничество с Камю переросло в более близкие отношения, длившиеся три года. В связи с этим её даже называли «музой экзистенциализма». Мария Казарес оставалась в дружеских отношениях с Камю вплоть до его гибели в автокатастрофе в 1960.
С 1944 года Мария Казарес снималась в кино. Её первой работой стала роль второго плана — Натали в одном из культовых фильмов французского кинематографа — «Дети райка» Марселя Карне (1944). В следующем году Мария Казарес снялась в фильме «Дамы Булонского леса» (режиссёр Робер Брессон). Её персонаж — светская дама Элен, которая с помощью хитроумной интриги мстит бросившему её любовнику, представляет Марию Казарес своего рода «гением зла» в образе прекрасной женщины, именно эта роль вызвала дискуссию о характере её творческой индивидуальности и её «инфернальной красоте».
В документальном фильме Алена Рене «Герника» (1950) она произносит текст, написанный Полем Элюаром: «Голос Марии Касарес — тоскующий и тихий голос скорби, медлительного размышления, вёл основную тему фильма — памяти и боли. Этот печальный, трепетный и мерный голос, произносящий строфы Элюара, то отступал перед документальной фонограммой падающих бомб, надсадного сухого лая пулемётов, то снова возникал из наступившей тишины».
Самой известной ролью Марии Казарес стала роль Принцессы (Смерти) в ещё одном культовом фильме — «Орфее» Жана Кокто (1950). Очень сложный, насквозь пронизанный символикой фильм Кокто требовал от актрисы реализации всего своего творческого потенциала, и она блестяще справилась с этой задачей.
После этой роли Мария Казарес лишь изредка снималась в кино, посвятив себя главным образом театру. В 40-х годах она выступала на сценах парижских театров «Ателье», «Ноктамбюль», «Мариньи»; кроме Марты в «Недоразумении» А. Камю, сыграла Викторию в его же пьесе «Осада» (1948), Грушеньку в «Братьях Карамазовых» (1945), Жанетту в «Ромео и Жанетта» Ж. Ануя (1946).
В 1952 году Мария Казарес была принята в труппу театра «Комеди Франсез», где играла Периколу в «Карете святых даров» П. Мериме. С 1954 года была актрисой Национального народного театра (TNP) Жана Вилара; играла, в частности, леди Макбет в трагедии У. Шекспира, Марию Тюдор в одноимённой пьесе В. Гюго, Леониду в «Торжестве любви» П. Мариво, Федру в одноимённой трагедии Ж. Расина. С 1960 года выступала на сцене театра «Атеней», где сыграла, в частности, Стеллу Патрик Кэмпбелл в пьесе «Милый лжец» Д. Килти.
Среди фильмов с её участием — «Макбет» (1959), «L’adieu nu» (1977), «Britannicus» (1977), «Blanche et Marie» (1984), «Чтица» (1988) и «Someone Else’s America» (1995).
В 1976 году, после смерти Франко, она вернулась в Испанию, где исполняла роль Горго в драме «El adefesio» Рафаэля Альберти. Мария Казарес была номинирована на премию «Сезар» в 1989 году. В 1980 году она издала мемуары «Résidente privilégiée».
Скончалась Мария Казарес 22 ноября 1996 года, в ночь, последовавшую за её 74-м днем рождения, во французском городке Ла Вернь (Шаранта Приморская).

## Личная жизнь
В 1978 году вышла замуж за актёра Дейда Шлессера. Их брак продлился до смерти актрисы в 1996 году.

## Фильмография
- 1945 — Дети райка
- 1945 — Дамы Булонского леса
- 1945 — Роже-ла-Онт / Roger La Honte
- 1946 — Седьмая дверь
- 1946 — Любовь вокруг дома / L’Amour Autour De La Maison
- 1946 — Реванш Роже-ла-Онта / La Revanche De Roger La Honte
- 1948 — Пармская обитель / La Chartreuse De Parme
- 1948 — Схватка / Bagarres
- 1949 — Человек, который возвращается издалека / L’Homme Qui Revient De Loin
- 1950 — Орфей
- 1951 — Тень и свет
- 1960 — Завещание Орфея
- 1974 — Флавия / Flavia
- 1975 — L’Adieu Nu
- 1980 — Irene Et Sa Folie
- 1985 — Blanche et Marie
- 1988 — Чтица
- 1988 — De Sable et de Sang
- 1990 — Рыцари Круглого стола
- 1995 — Someone Else’s America